# Свети Николай (Крионери)
„Свети Николай“ (на гръцки: Ιερός Ναός Αγίου Νικολάου) е възрожденска православна църква в населишкото село Крионери (Девла), Егейска Македония, Гърция, част от Сисанийската и Сятищка епархия.
Църквата е посторена от жителите на разрушеното село Влисидия като гробищен храм на мястото на по-стара църква в 1852 година. Икона на Исус Христос носи датата 1840 година. В 1960 година храмът е обновен, без да са засегнати оригиналния парапет на женската църква и иконостасът с иконите.